# Derbi Racing
Derbi Racing è la divisione sportiva dell'azienda motociclistica Derbi.

## Motomondiale
L'attività sportiva della casa iniziò nel 1962, quando esordì nel Motomondiale con una 50 monocilindrica due tempi pilotata dallo spagnolo José Maria Busquets, secondo al GP di Spagna e decimo nel Mondiale. Busquets sfiorò la vittoria al GP di Spagna 1964, ritirandosi poco prima della fine per il cedimento di un ammortizzatore. Dopo questi episodi, per vedere i primi risultati di rilievo in classifica si dovette attendere il 1968, quando Barry Smith vinse il Tourist Trophy e terminò il campionato della 50 al terzo posto. Quella del centauro australiano fu la prima vittoria in un GP per la Derbi.

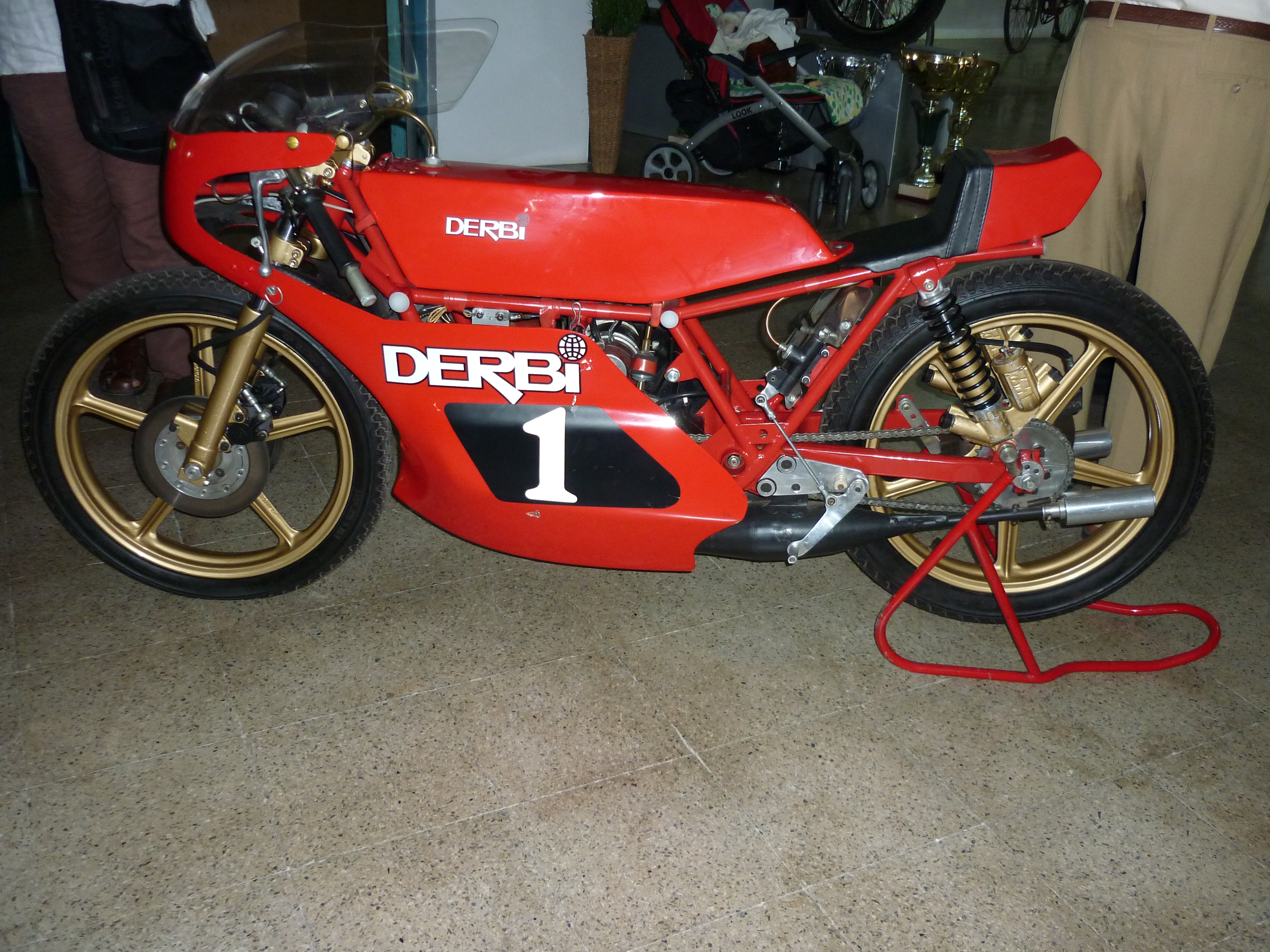
La Derbi 125 GP vincitrice del titolo mondiale con Ángel Nieto nel 1972.

Il primo titolo mondiale fu ottenuto la stagione successiva, con Ángel Nieto primo nella 50, con un nuovo terzo posto di Smith: questo duplice risultato consentì a Derbi di conquistare anche il mondiale marche di categoria.
Nel 1970 Nieto rivinse la 50 ed arrivò secondo in 125, mentre l'anno successivo accadde l'opposto, con la Derbi che si aggiudicò i mondiali marche delle due categorie a fasi alterne. Il 1972 fu l'anno del trionfo con Nieto bicampione e la Derbi ancora prima in 125: questi risultati furono gli ultimi perché Nieto non andò oltre ad un terzo posto nel 1974, ritirandosi a fine stagione. Nel 1971 aveva debuttato anche una 250 bicilindrica, vincitrice nel 1972 del GP d'Austria con lo svedese Börje Jansson e del campionato spagnolo tra il 1971 e il 1980 con Nieto e Grau.
Fu soltanto nel 1984 che la Derbi ritornò nel Mondiale, nella neonata 80, ottenendo una lunga striscia di risultati: nella 80 la Derbi fu campione marche 1986, 1987 e 1988, Jorge Martínez campione della 80 nell'86,'87,'88, Manuel Herreros nel 1989; nella 125, Martínez campione nel 1988, anno dell'ultimo titolo marche per la Derbi. Inoltre, Martínez fu vicecampione della 80 nel 1985, posizione poi toccata, quando Martínez fu campione di categoria, ad Herreros nell'86-'87 e a Àlex Crivillé nell'88.
Nuovamente ritiratasi a fine stagione '91, la Casa di Martorelles riprese il cammino delle competizioni nel Motomondiale 1999, ottenendo due secondi posti nel 2000 e 2001 con Youichi Ui. Nel 2006 Lukáš Pešek ha ottenuto il sesto posto in classifica, seguito da un quarto posto l'anno successivo, mentre nel 2008 la Derbi si aggiudica un nuovo titolo mondiale grazie a Mike Di Meglio.
In totale, la Derbi ha conquistato 9 titoli costruttori (2 in classe 50, 3 in 80 e 4 in 125) e 12 titoli piloti (3 in classe 50, 4 in 80 e 5 in 125).